# Toni Duggan
Toni Duggan (Liverpool, 25 de julho de 1991) é uma futebolista inglesa que atua como ponteira ou atacante. Ela antigamente jogou pela equipas inglesas Everton Ladies e Manchester City, ela é amplamente considerada uma das melhores jogadoras ingleses. Atualmente atua pelo Club Atlético de Madrid e pela seleção da Inglaterra.

## Carreira

### Everton
Duggan iniciou sua carreira atuando pela equipe Everton Ladies na temporada 2007–08, quando as atacantes da equipe estavam lesionadas. Na semifinal da Copa, ela marcou o gol da vitória diante do Watford Ladies, que colocou o Everton na final.
Duggan foi nomeada a jovem jogadora do ano da FA em 2009, a jogadora Sub-23 do ano da Inglaterra em 2012 e a jogadora do ano do Noroeste em 2013.
Duggan também jogou na decisão da FA Women's Cup, na vitória sobre o Arsenal. Sua atuação no segundo turno da temporada de 2011 da FA Women's Super League, levou a colega de equipe Rachel Unitt a prever uma convocação para o time principal da Inglaterra.

### Manchester City
Depois de sete anos no Everton, ela foi anunciada como novo reforço do Manchester City em 28 de novembro de 2013. Em agosto de 2015, ela se tornou a primeira jogadora a receber o prêmio "Goal Of The Season" do clube, após um impressionante gol contra o Chelsea na Women's Super League. Ela também atuou pelo primeiro jogo do Manchester City pela Liga dos Campeões Feminino. Em novembro de 2016, Duggan marcou um notável gol na Liga dos Campeões diante do Brøndby.

### Barcelona
Duggan assinou com o Barcelona em 6 de julho de 2017.